# Repomucenus virgis
Repomucenus virgis es una especie de peces de la familia Callionymidae en el orden de los Perciformes.

## Morfología
• Los machos pueden llegar alcanzar los 8,3 cm de longitud total y las hembras 6.

## Hábitat
Es un pez de mar y de clima templado y demersal que vive entre 40-100 m de profundidad.

## Distribución geográfica
Se encuentra en la China, el Japón, Corea, y Taiwán.

## Observaciones
Es inofensivo para los humanos